# Schuppengrünspecht
Der Schuppengrünspecht (Picus squamatus) ist eine Vogelart aus der Familie der Spechte (Picidae). Diese große Spechtart besiedelt mit zahlreichen disjunkten Lokalvorkommen die unteren und mittleren Lagen des südlichen Randes der zentralasiatischen Hochgebirge vom Westen Afghanistans nach Osten bis in den nordostindischen Bundesstaat Sikkim und den Distrikt Darjiling. Der anpassungsfähige Schuppengrünspecht bewohnt ein breites Spektrum von Waldtypen von reinem Nadelwald, Misch- und gemäßigtem Laubwald bis zu subtropischem laubabwerfendem Trockenwald, offenem, durch Wacholder (Juniperus spp.) geprägtem Waldland und flussbegleitenden Pappelwäldern, aber auch aride Landschaften, wenn dort Baumgruppen, Obsthaine oder Plantagen vorhanden sind. Die auf Bäumen und regelmäßig auch auf dem Boden gesuchte Nahrung besteht vorwiegend aus Ameisen und Termiten sowie Larven anderer holzbewohnender Insekten. Diese Spechte fressen im Winter auch Beeren. 

## Beschreibung
Der Schuppengrünspecht ist ein typischer Vertreter der Gattung Picus und ähnelt in Habitus und Färbung dem auch in Mitteleuropa heimischen Grünspecht. Es sind große Spechte ohne deutliche Federhaube, mit einem steifen, langen Schwanz und einem langen, leicht meißelförmig zugespitzten und an der Basis recht breiten Schnabel. Der Schnabelfirst ist fast gerade. Die Körperlänge beträgt etwa 35 cm, das Gewicht 156–194 g. Der Schuppengrünspecht ist damit die größte Art der Gattung Picus und noch etwas größer als der Grünspecht. Die Art zeigt hinsichtlich der Färbung einen deutlichen Geschlechtsdimorphismus, Weibchen haben außerdem einen etwas kürzeren Schnabel als Männchen.
Bei Männchen ist der gesamte Rücken einschließlich der Schulterfedern grün, der Bürzel ist gelb. Die Oberflügeldecken sind überwiegend gelb mit grüner Basis, die Handdecken sind wie die Schwingen bräunlich schwarz. Die Armschwingen und die Schirmfedern haben grüne Außenfahnen und auch teilweise grüne Innenfahnen, die kompletten Handschwingen sowie die übrigen Innenfahnen der Armschwingen und Schirmfedern zeigen eine weiße oder weißliche Bänderung. Die Schwanzoberseite ist dunkelbraun mit beigeweißer Bänderung, die äußeren Steuerfedern haben einen kräftigen Grünton. Die Brust ist oliv mit variabler grauer Verwaschung und ungezeichnet. Die Grundfarbe der übrigen Unterseite des Rumpfes ist gräulich-weiß mit einem Grünton. Auf diesem Grund zeigen alle Federn breite schwarze submarginale Säume und meist auch schmale schwarze Schaftstriche, wodurch ein kräftiges Schuppenmuster entsteht. Die Unterflügel sind braun und weiß gebändert, die Unterflügeldecken mit gelber Verwaschung. Der Unterschwanz ist heller als die Schwanzoberseite und gelblich gebändert. 
Im abgetragenen Gefieder ist die Oberseite insgesamt viel grauer und manchmal unregelmäßig grau gefleckt, der Bürzel ist blasser gelb. Die Brust ist grauer und die Schuppenzeichnung der Unterseite noch deutlicher.
Stirn, Oberkopf und Nacken sind rot, in einem schmalen Keil im Nacken mehr orange; dieser rote Bereich ist von der Stirn bis zu Hinterkopfseiten unten schmal schwarz begrenzt. Ein schmaler weißer Überaugenstreif zieht sich vom vorderen Augenrand bis zur Hinterkopfseite, darunter befindet sich ein schmaler schwarzer Augenstreif. Die Ohrdecken und Wangen sind olivgrau, die Halsseiten mehr grün oder gelb. Ein Zügelstreif fehlt, der Bartstreif ist schwarz mit weißen Stricheln. Kinn und Kehle sind wie die Brust oliv mit einem variablen Grauton und ungezeichnet. 
Der Schnabel ist blass horngelb bis blass gelbgrau, die Spitze ist meist dunkler. Beine und Zehen sind grünlich grau bis olivgrün. Die Iris ist rosarot mit hellerem Außenring.
Beim Weibchen fehlen die roten Partien am Kopf; Stirn, Oberkopf und Nacken sind schwarz mit einer grauen Strichelung.

## Lautäußerungen
Der häufigste, auch im Flug geäußerte Revier- und Balzruf ist ein melodisches, vibrierendes, zweisilbiges „klee-guh kleeguh, klee-wi, klee-wi“ oder „kuik-kuik-kuik“, das drei- bis achtmal schnell wiederholt wird und oft mit Trommeln verbunden ist. Beschrieben sind außerdem lachende Rufe, die denen des Grünspechts ähneln, sowie seltener zu hörende einzelne Rufe wie „tscheenk“ oder „peer“. Die Tiere trommeln in der Brutzeit regelmäßig.

## Verbreitung und Lebensraum
Diese Spechtart besiedelt mit zahlreichen disjunkten Lokalvorkommen die unteren und mittleren Lagen des südlichen Randes der zentralasiatischen Hochgebirge vom Westen Afghanistans nach Osten über den Norden Pakistans und den Nordwesten Indiens bis in den Osten Nepals, den nordostindischen Bundesstaat Sikkim und den Distrikt Darjiling. Außerdem kommt die Art nördlich von Nepal in Tibet vor. Früher gab es auch Vorkommen weiter westlich im Iran und in Turkmenistan, dort ist die Art aber offenbar ausgestorben. Die Größe des Gesamtverbreitungsgebietes ist nicht genau bekannt.
Schuppengrünspechte bewohnen ein breites Spektrum von Waldtypen von reinem Nadelwald, Misch- und gemäßigtem Laubwald bis zu subtropischem laubabwerfendem Trockenwald, offenem, durch Wacholder (Juniperus spp.) geprägtem Waldland und flussbegleitenden Pappelwäldern, aber auch aride Landschaften, wenn dort Baumgruppen, Obsthaine oder Plantagen vorhanden sind. Die Art kommt im Himalaya in Höhenlagen zwischen 1500 und 3700 m vor, lokal auch hinunter bis in 600 m Höhe. Außerhalb der Brutsaison können diese Spechte auch oberhalb der Baumgrenze beobachtet werden.

## Systematik
Winkler et al. erkennen zwei recht gut differenzierte Unterarten an:
- Picus squamatus squamatus Vigors, 1831 – Das Areal der Nominatform erstreckt sich vom Nordosten Afghanistans bis Sikkim.
- Picus s. flavirostris (Menzbier, 1886) – Afghanistan ohne den Nordosten und Pakistan. Viel heller als Nominatform, gelblicher Ton auf der Oberseite, Kehle weißer, blass olivbeige Brust, Bauch gelblich, Schuppenzeichnung schmaler, bräunlich und weniger kontrastierend.

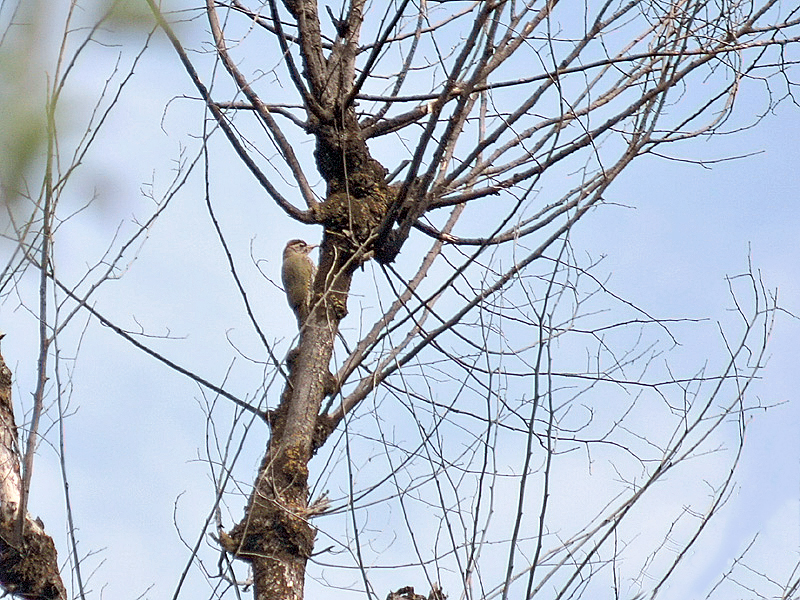
Schuppengrünspecht (Männchen)

## Ernährung
Die einzeln oder paarweise auf Bäumen und regelmäßig auch auf dem Boden gesuchte Nahrung besteht vorwiegend aus Ameisen und Termiten sowie Larven anderer holzbewohnender Insekten. Diese Spechte fressen im Winter auch Beeren. Sie erlangen ihre Nahrung auf Bäumen hackend und hämmernd, auf dem Boden bewegen sie sich hüpfend fort.

## Fortpflanzung
Schuppengrünspechte leben in Paaren. Die Balz beginnt im März. Die etwa 30 cm tiefen Höhlen werden von beiden Partnern in Bäumen aller Art häufig sehr niedrig über dem Boden angelegt, selbst in freigelegten Baumwurzeln an Flussufern. Die Eiablage erfolgt frühestens Ende April, überwiegend im Mai und spätestens wohl Anfang Juni. Das Gelege besteht aus vier bis sechs Eiern, die von beiden Partnern 17 Tage lang bebrütet werden. Die Jungen werden mit hervorgewürgter Nahrung versorgt und bleiben nach dem Ausfliegen noch mit den Eltern zusammen.

## Bestand und Gefährdung
Angaben zur Größe des Weltbestandes sind nicht verfügbar. Die Art gilt als häufig bis recht häufig, wenn auch nur als lokal verbreitet. Die Bestandssituation des Schuppengrünspechts wurde 2016 in der Roten Liste gefährdeter Arten der IUCN als „Least Concern (LC)“ = „nicht gefährdet“ eingestuft.